# 昂西藏
昂西藏（法語：Ancizan，法語發音：[ɑ̃sizɑ̃]）是法国上比利牛斯省的一个市镇，属于巴涅尔德比戈尔区。

## 地理
昂西藏（42°52'24"N, 0°20'21"E）面积39.97 平方千米，位于法国奧克西塔尼大區上比利牛斯省，该省份为法国西南部内陆省份，北至热尔省，西接大西洋比利牛斯省，南与西班牙接壤，东临上加龙省。
与昂西藏接壤的市镇（或旧市镇、城区）包括：康庞、卡代阿克、格雷济扬、阿罗、欧隆、巴朗库厄。

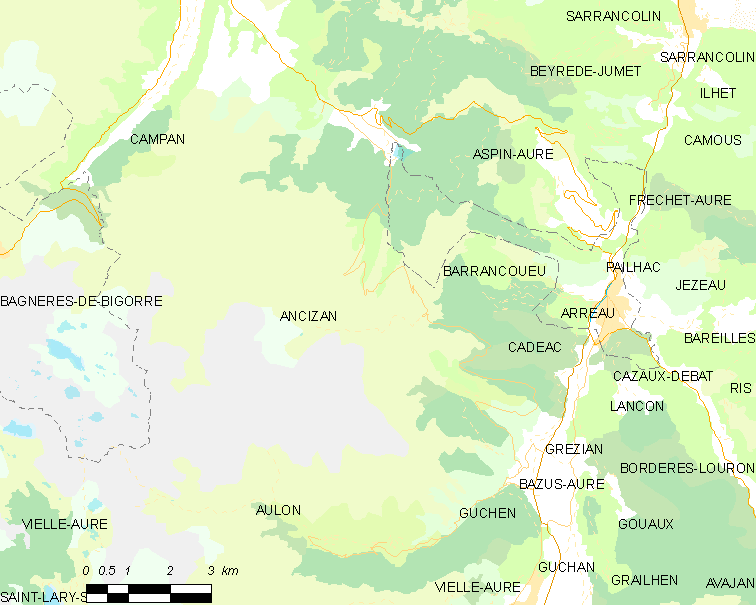
昂西藏的OSM定位图

昂西藏的时区为UTC+01:00、UTC+02:00（夏令时）。

## 行政
昂西藏的邮政编码为65440，INSEE市镇编码为65006。

## 政治
昂西藏所属的省级选区为内斯特-欧尔-卢龙县。

## 人口

1962-2008年间昂西藏人口变化图示

昂西藏于2022年1月1日时的人口数量为286人。